# 埃文·贝赫
伯奇·埃文斯·“埃文”·贝赫三世（Birch Evans "Evan" Bayh III，1955年12月26日—），美国政治家，美国民主党成员，曾任印第安纳州州长（1989年-1997年），印第安纳州美国参议院议员（1999年-2011年）。
贝赫的父亲伯奇·贝赫曾担任美国参议院议员（1963年-1981年）。
2010年2月，贝赫宣布於中期選舉不會尋求連任。